# Rohan City

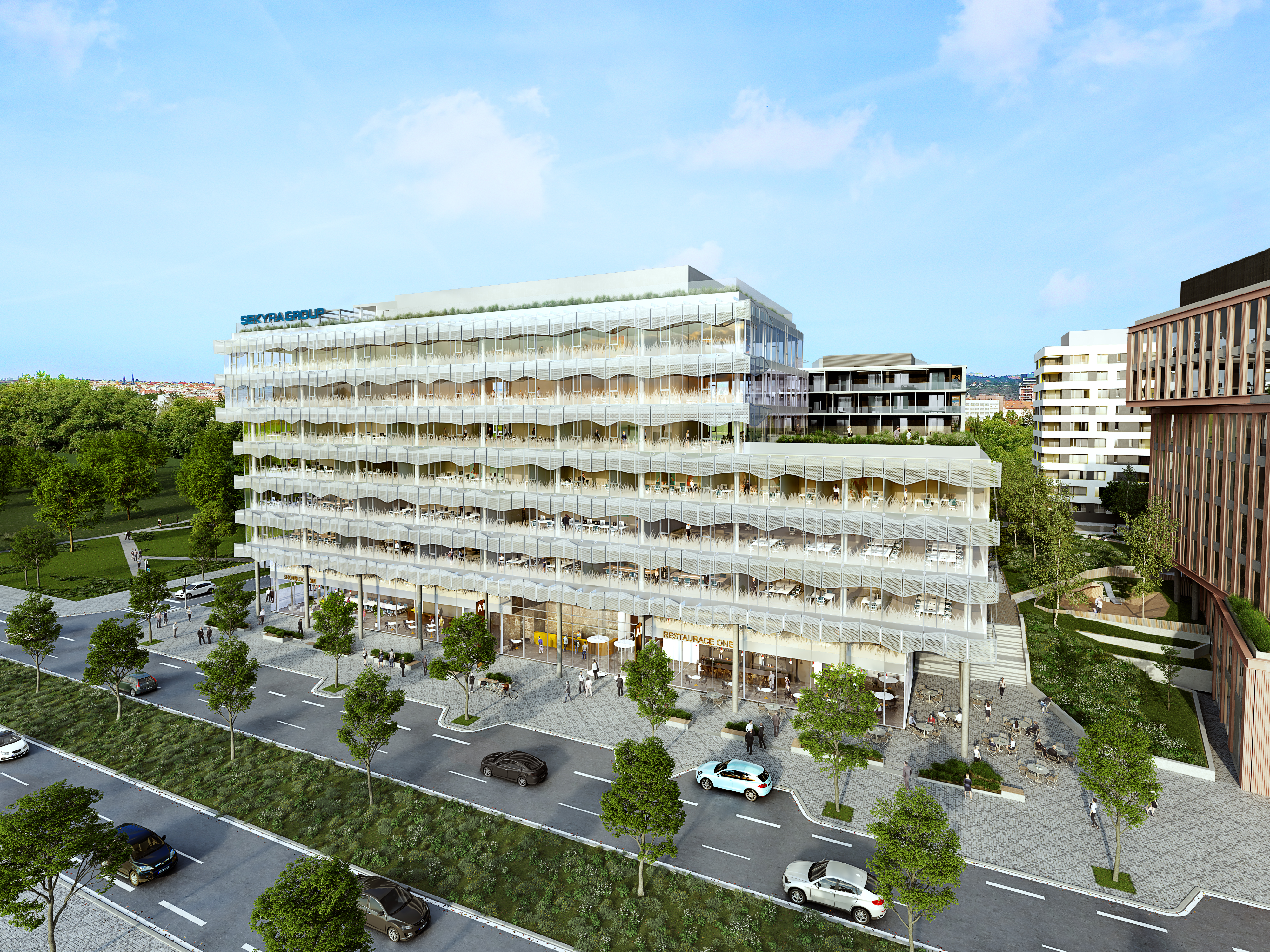
Budova A1 navržená Evou Jiřičnou (vizualizace)

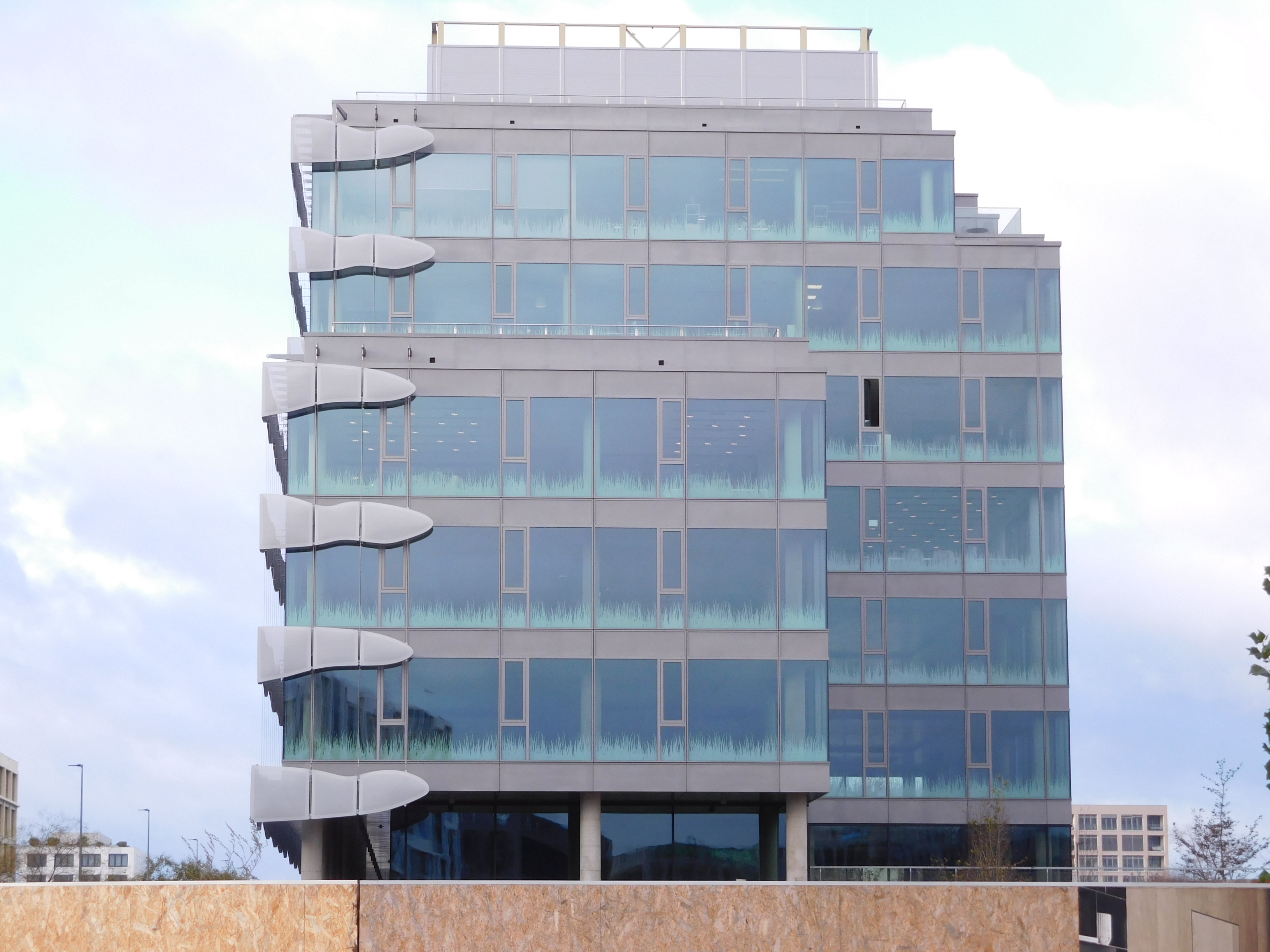
Budova A1 - východní fasáda

Rohan City je název plánované čtvrti na bývalém Rohanském ostrově, který se nachází na rozhraní pražských čtvrtí Karlín, Invalidovna a Libeň. Půjde o blokovou zástavbu, která bude obsahovat byty, administrativu a bude doplněná i o prostory veřejné vybavenosti a služeb. Součástí řešeného území je i prostor pro stavbu školy. Spojujícím prvkem projektu bude kilometrová promenáda na břehu Vltavy zamýšlená v trase současné pravobřežní cyklostezky A2, která vytvoří plynulý přechod mezi městskou strukturou a zelenou volnočasovou plochou budoucího rozhlehlého parku při břehu řeky Vltavy.
Na celkovém řešení se podílel dánský urbanista Jan Gehl a architektka Eva Jiřičná. Investorem projektu za přibližně 18 miliard korun je společnost Sekyra Group Luďka Sekyry. Rohan City má přinést byty a kanceláře s kapacitou přibližně 11 tisíc lidí. Počítá se, že výstavba všech fází zabere až 15 let a bude dokončena do roku 2035. Urbanistickou studii nové čtvrti mezi Libeňským mostem a Karlínem vypracoval ateliér Pavel Hnilička Architekti v konzultaci s urbanistou Janem Gehlem. V listopadu 2018 byla schválena Radou hlavního města. Blíže u Vltavy plánuje město v návaznosti na novou výstavbu nový přírodní park.

## Popis

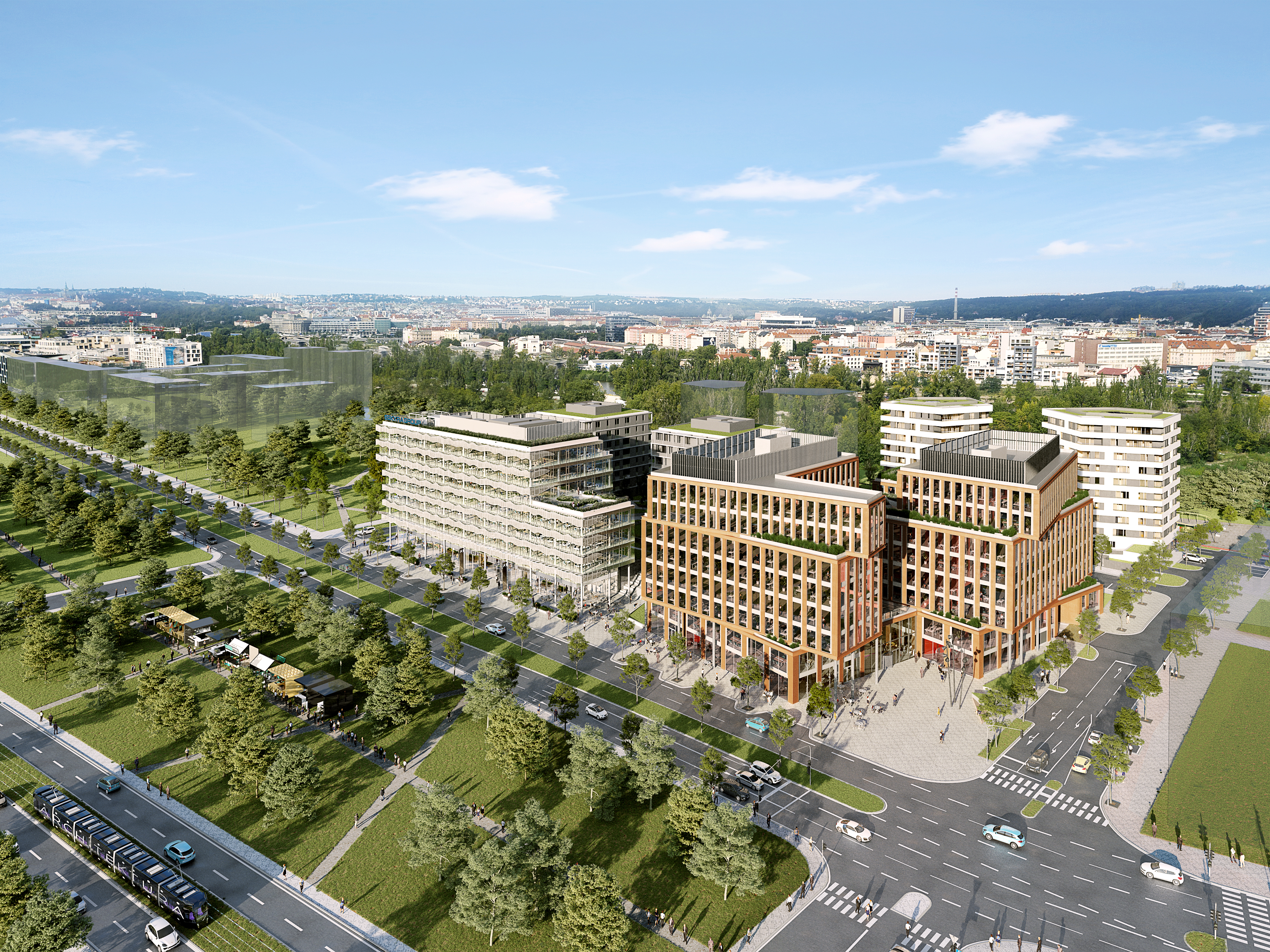
Fáze 1 projektu Rohan City (vizualizace)

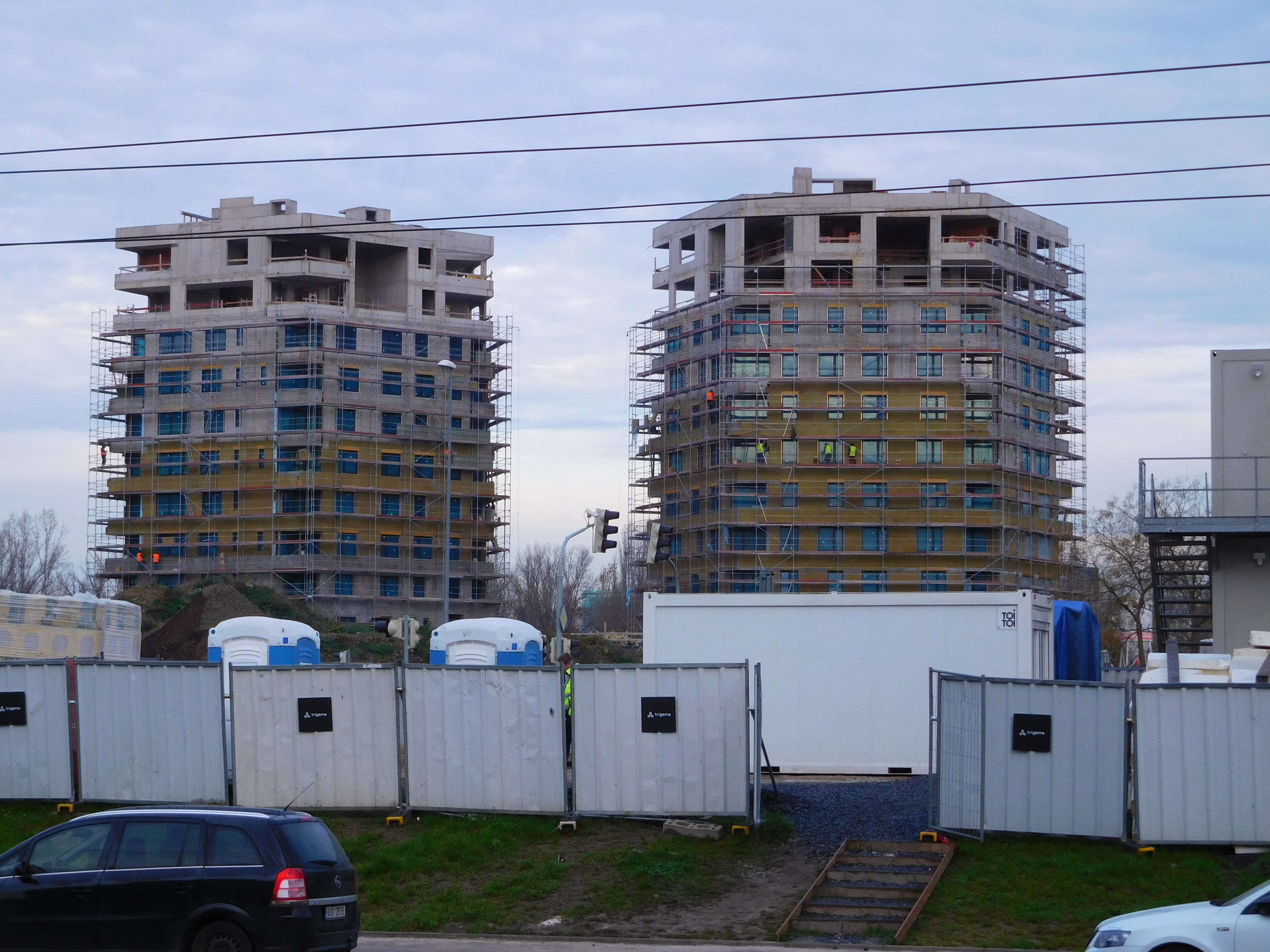
Rozestavěné bytové domy Diamanty Karlín (listopad 2022)

Rohanský ostrov byl doposud nevyužívané a zanedbané území s rozlohu přibližně 21 hektarů. V první fázi projektu budou postaveny bytové domy a dvě kancelářské budovy, jejichž autory jsou Eva Jiřičná a Jakub Cigler.
Výstavba projektu odstartovala v roce 2021 a poslední etapa projektu by měla být dokončená do konce roku 2035.
První fáze se bude soustředit do středu rozvíjené lokality naproti Invalidovně, kde vzniknou dva domy s přibližně 220 byty. V jejich sousedství pak vyrostou dvě administrativní budovy s plochou cca 30 000 m².
Druhá fáze projektu Rohan City bude na západní straně navazovat na stávající zástavbu River Gardens. Tato fáze bude mimo městské bloky v sobě zahrnovat i rozsáhlý park v návaznosti na Kaizlovy sady.
V další fázi projektu bude výstavba v centrální části Rohanského ostrova, kde vyroste multifunkční zóna a veřejný prostor, čímž vznikne přirozené centrum celé čtvrti, které plynule naváže na pobřežní promenádu.
Architektka Eva Jiřičná se při plánování budov soustředila jak na ekonomicky efektivní provoz tak na flexibilní využívání prostoru. Administrativní budova bude sestávat z osmi podlaží, využít bude možné také jedno podlaží podzemní. Výhled na město a odpočinek zajistí sdílená terasa.
V soutěži na druhou etapu uspěla architektonická studia Schindler Seko, Atelier bod architekti, Loxia, Qarta Architektura a A.D.N.S. Production. Přípravné práce této fáze budou probíhat souběžně s realizací první etapy. Kromě jiného by měla zahrnovat také budoucí most mezi Holešovicemi a Karlínem. Ten by se tak stal důležitým a oživujícím městotvorným prvkem v rámci širšího centra Prahy. Na tuto významnou stavbu se pražská radnice chystá vypsat architektonickou soutěž. Současně by měla probíhat revitalizace volnočasového pásu mezi řekou a stávající cyklostezkou s cílem vytvořit rekreační zónu, připravovaná Magistrátem hlavního města Prahy, jež má ambici svou rozlohou konkurovat Stromovce.

## Veřejná prostranství
Až polovinu ploch budoucí čtvrti Rohan City budou tvořit parky a veřejná prostranství. Čtvrť má získat charakter zahradního města, kde zeleň, řeka a příroda obklopí výstavbu. Rozsáhlý park připravovaný Magistrátem hlavního města Prahy a Institutem plánování a rozvoje hl. m. Prahy se má stát také součástí protipovodňových opatření města.
Na prostranství Kaizlových sadů před pražskou Invalidovnou tak bude navazovat park městského charakteru připravovaný developerem. Společnost Sekyra Group v návaznosti na schválenou změnu územního plánu zaplatí Praze přes půl miliardy korun, za které bude vybudován park a nová škola. V další části blíže Vltavy na něj bude navazovat další část volně rostoucí zeleně, přičemž koncept tohoto území připravují instituce města. 